# Discographie de Sabrina Carpenter
 (février 2025).
La chanteuse américaine Sabrina Carpenter a sorti sept albums studio, trois EP, quatorze singles, neuf singles promotionnels, et a fait l'objet de treize autres apparitions et dix-sept clips vidéos.
En 2014, elle a signé un contrat de cinq albums avec Hollywood Records. Son premier EP, Can't Blame A Girl For Trying, est sorti le 8 avril 2014. Elle a sorti son premier album Eyes Wide Open en 2015, qui a fait ses débuts à la 43e place du Billboard 200 aux États-Unis. Il a été précédé par les singles Eyes Wide Open et We'll Be the Stars.
Le premier projet post-Eyes Wide Open de Sabrina Carpenter est le single Smoke and Fire. Son deuxième album, Evolution (2016), est sorti le 14 octobre 2016. Il était accompagné de son single On Purpose. Le deuxième et dernier single de l'album, Thumbs, a culminé au premier rang du classement Bubbling Under Hot 100 et a été certifié Or par la Recording Industry Association of America, devenant ainsi la première chanson certifiée de Sabrina Carpenter.
Carpenter a collaboré avec The Vamps et Mike Perry dans leur single Hands. Elle a ensuite suivi le single Why, qui a été certifié Or par la RIAA, puis a collaboré avec Jonas Blue sur Alien, qui a culminé au premier rang du palmarès US Dance Club. Elle a sorti son troisième album studio Singular: Act I (2018) le 9 novembre 2018. Son single Almost Love est devenu son deuxième numéro un sur le palmarès US Dance Club Songs et le deuxième single Sue Me a été diffusé sur la radio grand public aux États-Unis. Le quatrième album de l'artiste Singular : Act II (2019) est sorti le 19 juillet 2019. Il est précédé de trois singles, Pushing 20, Exhale et In My Bed. Sabrina Carpenter a également collaboré avec Alan Walker et Farruko pour la chanson On My Way.
Après avoir rejoint Island Records en 2021, elle sort trois albums : Emails I Can't Send en 2022, Short n' Sweet en 2024, ce dernier atteignant la première place du Billboard 200, puis Man's Best Friend en 2025.

## Albums

### Albums studio
| Détails de l'album | Meilleure position | Meilleure position | Meilleure position | Meilleure position | Meilleure position | Meilleure position | Meilleure position | Ventes | Certifications         |
| Détails de l'album | É-U                | R-U                | AUS                | BEL (FL)           | CAN                | FRA                | IRL                | Ventes | Certifications         |
| --- | ------------------ | ------------------ | ------------------ | ------------------ | ------------------ | ------------------ | ------------------ | ------ | ---------------------- |
| Eyes Wide Open - Sortie : 14 avril 2015 - Label : Hollywood Records - Format : CD, Téléchargement numérique           | 43                 |                    | —                  | —                  | —                  | —                  | —                  |        |                        |
| Evolution (en) - Sortie : 14 octobre 2016 - Label : Hollywood Records - Format : CD, Téléchargement numérique, vinyle | 28                 |                    | 44                 | 181                | 84                 | —                  | 98                 |        |                        |
| Singular: Act I (en) - Sortie : 9 novembre 2018 - Label : Hollywood Records - Format : CD, Téléchargement numérique   | 103                |                    | —                  | —                  | —                  | —                  | —                  |        |                        |
| Singular: Act II (en) - Sortie : 19 juillet 2019 - Label : Hollywood Records - Format : CD, Téléchargement numérique  | 138                |                    | —                  | —                  | —                  | —                  | —                  |        |                        |
| Emails I Can't Send - Sortie : 15 juillet 2022 - Label : Island Records - Format : CD, Téléchargement numérique       | 23                 | 41                 | —                  | —                  | —                  | —                  | —                  |        | : Platine              |
| Short n' Sweet - Sortie : 23 août 2024 - Label : Island Records - Format : CD, Téléchargement numérique               | 1                  | 1                  |                    |                    |                    |                    |                    |        | : 3x Platine : Platine |
| Man's Best Friend - Sortie : 29 août 2025 - Label : Island Records - Format : CD, Téléchargement numérique            |                    |                    |                    |                    |                    |                    |                    |        |                        |

### EP
| Titre                              | Détails de l'album                                                                       |
| ---------------------------------- | ---------------------------------------------------------------------------------------- |
| Can't Blame a Girl for Trying (en) | - Sortie : 8 avril 2014 - Label : Hollywood Records - Format : Téléchargement numérique  |
| Pandora Sessions                   | - Sortie : 11 août 2017 - Label : Hollywood Records - Format : Téléchargement numérique  |
| Fruitcake (en)                     | - Sortie : 17 novembre 2023 - Label : Island Records - Format : Téléchargement numérique |

## Singles
| Année                                                                           | Titre                                    | Meilleure position | Meilleure position | Meilleure position | Meilleure position | Meilleure position | Meilleure position | Meilleure position | Meilleure position | Meilleure position | Meilleure position | Certifications | Album                             |
| Année                                                                           | Titre                                    | US Bub.            | US Pop             | US Dance           | AUS                | BEL (WA) Tip       | ALL                | NOR                | NZ Heat.           | SUE                | SUI                | Certifications | Album                             |
| ------------------------------------------------------------------------------- | ---------------------------------------- | ------------------ | ------------------ | ------------------ | ------------------ | ------------------ | ------------------ | ------------------ | ------------------ | ------------------ | ------------------ | -------------- | --------------------------------- |
| 2014                                                                            | Can't Blame a Girl for Trying            | —                  | —                  | —                  | —                  | —                  | —                  | —                  | —                  | —                  | —                  |                | Can't Blame a Girl for Trying     |
| 2014                                                                            | The Middle of Starting Over              | —                  | —                  | —                  | —                  | —                  | —                  | —                  | —                  | —                  | —                  |                | Can't Blame a Girl for Trying     |
| 2015                                                                            | We'll Be the Stars                       | —                  | —                  | —                  | —                  | —                  | —                  | —                  | —                  | —                  | —                  |                | Eyes Wide Open                    |
| 2015                                                                            | Eyes Wide Open                           | —                  | —                  | —                  | —                  | —                  | —                  | —                  | —                  | —                  | —                  |                | Eyes Wide Open                    |
| 2016                                                                            | Smoke and Fire                           | —                  | —                  | —                  | —                  | —                  | —                  | —                  | —                  | —                  | —                  |                | Non-album single                  |
| 2016                                                                            | On Purpose                               | —                  | —                  | —                  | —                  | —                  | —                  | —                  | —                  | —                  | —                  |                | Evolution (en)                    |
| 2017                                                                            | Thumbs                                   | 1                  | 28                 | —                  | 173                | 48                 | —                  | 19                 | —                  | 88                 | —                  | : Or : Platine | Evolution (en)                    |
| 2017                                                                            | Hands (avec Mike Perry et The Vamps)     | —                  | —                  | —                  | —                  | —                  | —                  | —                  | —                  | 70                 | —                  |                | Night & Day (Night Edition)       |
| 2017                                                                            | Why                                      | 21                 | 27                 | —                  | —                  | —                  | —                  | —                  | 8                  | —                  | —                  | : Or           | Singular: Act I (en)              |
| 2018                                                                            | Alien (avec Jonas Blue)                  | —                  | —                  | 1                  | —                  | —                  | —                  | —                  | 9                  | —                  | —                  |                | Singular: Act I (en) et Blue (en) |
| 2018                                                                            | Almost Love                              | —                  | 21                 | 1                  | —                  | —                  | —                  | —                  | —                  | —                  | —                  |                | Singular: Act I (en)              |
| 2018                                                                            | Sue Me,                                  | —                  | 31                 | 1                  | —                  | —                  | —                  | —                  | —                  | —                  | —                  |                | Singular: Act I (en)              |
| 2019                                                                            | Pushing 20                               | —                  | —                  | —                  | —                  | —                  | —                  | —                  | —                  | —                  | —                  |                | Singular: Act II (en)             |
| 2019                                                                            | On My Way (avec Alan Walker et Farruko)  | —                  | —                  | 43                 | —                  | —                  | 85                 | 3                  | 31                 | 30                 | 34                 |                | Non-album single                  |
| 2019                                                                            | Exhale,                                  | —                  | —                  | —                  | —                  | —                  | —                  | —                  | —                  | —                  | —                  |                | Singular: Act II (en)             |
| 2019                                                                            | In My Bed                                | —                  | —                  | —                  | —                  | —                  | —                  | —                  | —                  | —                  | —                  |                | Singular: Act II (en)             |
| 2020                                                                            | Honeymoon Fades (en)                     |                    |                    |                    |                    |                    |                    |                    |                    |                    |                    |                | Non-album single                  |
| 2020                                                                            | Let Me Move You                          |                    |                    |                    |                    |                    |                    |                    |                    |                    |                    |                | Work It                           |
| 2021                                                                            | Skin (en)                                | 48                 | 34                 | —                  | 61                 | 36                 | —                  | 1                  | —                  | 99                 | 28                 |                |                                   |
| 2022                                                                            | Nonsense                                 |                    |                    |                    |                    |                    |                    |                    |                    |                    |                    |                | Emails I Can't Send               |
| 2022                                                                            | Because I Like a Boy                     |                    |                    |                    |                    |                    |                    |                    |                    |                    |                    |                | Emails I Can't Send               |
| 2023                                                                            | Feather                                  |                    |                    |                    |                    |                    |                    |                    |                    |                    |                    |                | Emails I Can't Send               |
| 2024                                                                            | Espresso                                 |                    |                    |                    |                    |                    |                    |                    |                    |                    |                    |                | Short n' Sweet                    |
| 2024                                                                            | Please Please Please                     |                    |                    |                    |                    |                    |                    |                    |                    |                    |                    |                | Short n' Sweet                    |
| 2024                                                                            | Taste                                    |                    |                    |                    |                    |                    |                    |                    |                    |                    |                    |                | Short n' Sweet                    |
| 2025                                                                            | Please Please Please (avec Dolly Parton) |                    |                    |                    |                    |                    |                    |                    |                    |                    |                    |                | Short n' Sweet (Deluxe)           |
| 2025                                                                            | Manchild                                 |                    |                    |                    |                    |                    |                    |                    |                    |                    |                    |                | Man's Best Friend                 |
| "—" denotes releases that did not chart or were not released in that territory. |                                          |                    |                    |                    |                    |                    |                    |                    |                    |                    |                    |                | Man's Best Friend                 |

### En collaboration
| Année | Titre                                               | Meilleure position | Album            |
| ----- | --------------------------------------------------- | ------------------ | ---------------- |
| Année | Titre                                               | USDance            | Album            |
| 2017  | First Love (Lost Kings featuring Sabrina Carpenter) | 26                 | Non-album single |
| 2020  | Tricky (Shoffy feat. Sabrina Carpenter)             | —                  | Flash            |
| 2020  | Wow (Remix) (Zara Larsson feat. Sabrina Carpenter)  | —                  | Non-album single |

### Singles promotionnels
| Année | Titre                                                                            | Album                         |
| ----- | -------------------------------------------------------------------------------- | ----------------------------- |
| 2011  | Fall Apart                                                                       | Non-album promotional singles |
| 2012  | Safe and Sound                                                                   | Non-album promotional singles |
| 2014  | Take On the World(Avec Rowan Blanchard)(générique de la série Le Monde de Riley) | Non-album promotional singles |
| 2014  | Stand Out(pour le téléfilm Le Garçon idéal)                                      | Non-album promotional singles |
| 2016  | All We Have Is Love                                                              | EVOLution                     |
| 2016  | Run and Hide                                                                     | EVOLution                     |
| 2017  | Tomorrow Starts Today(générique de la série Andi)                                | Non-album promotional single  |
| 2018  | Paris                                                                            | Singular: Act I               |
| 2018  | Bad Time                                                                         | Singular: Act I               |
| 2019  | I'm Fakin                                                                        | Singular: Act II              |

## Autres apparitions
| Année | Titre | Album                                                       |
| ----- | --- | ----------------------------------------------------------- |
| 2011  | Make You Feel My Love (avec Sarah Carpenter, featuring Nathaniel Hawk et Cameron Hawk)                                                                | Non-album song                                              |
| 2012  | Smile | Disney Fairies: Faith, Trust, and Pixie Dust                |
| 2012  | I'll Be Home for Christmas (avec Ali Brustofski et Danielle Lowe)                                                                                     | Christmas Past & Presents                                   |
| 2013  | All You Need (avec Ariel Winter) | Sofia the First                                             |
| 2013  | It’s Finally Christmas | Disney Holidays Unwrapped                                   |
| 2014  | I Still Haven't Found What I'm Looking For(Peter Hollens featuring Sabrina Carpenter)                                                                 | Peter Hollens                                               |
| 2014  | Silver Nights | Non-album song                                              |
| 2015  | Rescue Me | Teen Beach 2                                                |
| 2015  | Christmas the Whole Year Round | A Hollywood Christmas                                       |
| 2016  | Wildside (avec Sofia Carson) | Your Favorite Songs from 100 Disney Channel Original Movies |
| 2016  | Santa Claus Is Coming to Town (DNCE featuring Charlie Puth, Hailee Steinfeld, Daya, Fifth Harmony, Rita Ora, Tinashe, Sabrina Carpenter, Jake Miller) | NC                                                          |
| 2017  | You're a Mean One, Mr. Grinch (Lindsey Stirling featuring Sabrina Carpenter)                                                                          | Warmer in the Winter                                        |
| 2017  | Have Yourself a Merry Little Christmas | A Hollywood Christmas                                       |
| 2018  | Lie for Love | Sierra Burgess Is a Loser                                   |

## Clips vidéos
| Année | Chanson                                  | Directeur                                | Notes  |
| ----- | ---------------------------------------- | ---------------------------------------- | ------ |
| 2011  | Fall Apart                               | Hank Devos                               | [ 55 ] |
| 2014  | Can't Blame a Girl for Trying            | Kinga Burza                              | [ 56 ] |
| 2014  | The Middle of Starting Over              | The Young Astronauts                     | [ 57 ] |
| 2015  | We'll Be the Stars                       | Sarah McClung                            | ,      |
| 2015  | Eyes Wide Open                           | Sarah McClung                            | ,      |
| 2016  | Smoke and Fire                           | Jessie Hill                              | [ 60 ] |
| 2016  | On Purpose                               | James Miller                             | [ 61 ] |
| 2017  | Thumbs                                   | Hayley Young                             | [ 62 ] |
| 2017  | Why                                      | Jay Martin                               | [ 63 ] |
| 2018  | Alien (avec Jonas Blue)                  | Carly Cussen                             | [ 64 ] |
| 2018  | Almost Love                              | Hannah Lux Davis                         | [ 65 ] |
| 2018  | Sue Me                                   | Lauren Dunn                              | [ 66 ] |
| 2018  | Paris                                    | Jasper Cable-Alexander                   | [ 67 ] |
| 2019  | On My Way (avec Alan Walker et Farruko)  | Kristian Berg                            | [ 68 ] |
| 2019  | Exhale                                   | Mowgly Lee                               |        |
| 2019  | In My Bed                                | Phillip R. Lopez                         |        |
| 2021  | Skin (en)                                | Ryan McMahon                             |        |
| 2022  | Skinny Dipping                           | Amber Park                               |        |
| 2022  | Fast Times                               | Amber Park                               |        |
| 2022  | because i liked a boy                    | Amber Park                               |        |
| 2022  | Nonsense                                 | Danica Kleinknecht                       |        |
| 2023  | Feather                                  | Mia Barnes                               |        |
| 2023  | santa doesn't know you like i do         | Rebekah Campbell                         |        |
| 2024  | Espresso                                 | Dave Meyers                              |        |
| 2024  | Please Please Please                     | Bardia Zeinali                           |        |
| 2024  | Taste                                    | Dave Meyers                              |        |
| 2025  | Please Please Please (avec Dolly Parton) | Sabrina Carpenter et Sean Price Williams |        |
| 2025  | Manchild                                 | Vania Heymann et Gal Muggia              |        |

### En collaboration
| Année | Chanson                                                                      | Directeur                        | Notes  |
| ----- | ---------------------------------------------------------------------------- | -------------------------------- | ------ |
| 2017  | First Love (Lost Kings featuring Sabrina Carpenter)                          | Tyler Bailey                     | [ 69 ] |
| 2018  | You're A Mean One, Mr. Grinch (Lindsey Stirling featuring Sabrina Carpenter) | Joshua Shultz & Lindsey Stirling | [ 70 ] |

### Autres apparitions
| Année | Chanson                                                                  | Directeur       | Note   |
| ----- | ------------------------------------------------------------------------ | --------------- | ------ |
| 2014  | Do You Want to Build a Snowman? (dans le Disney Channel Circle of Stars) | Harry Perry III | [ 71 ] |